# Yaylayurt, Dikili
Yaylayurt là một xã thuộc huyện Dikili, tỉnh İzmir, Thổ Nhĩ Kỳ. Dân số thời điểm năm 2010 là 375 người.